# New City (album)
New City è l'ottavo album in studio del gruppo musicale canadese-statunitense Blood, Sweat & Tears, pubblicato nel 1975.

## Tracce
1. Ride Captain Ride (Skip Konte, Franke Konte, Mike Pinera, Carlos Pinera) – 5:06
2. Life (Allen Toussaint) – 4:24
3. No Show (Ron McClure) – 5:15
4. I Was a Witness to a War (Danny Meehan, Bobby Scott) – 5:13
5. One Room Country Shack (John Lee Hooker, traditional) – 2:24
6. Applause (Janis Ian) – 7:47
7. Yesterday's Music (David Clayton-Thomas, William Smith) – 4:14
8. Naked Man (Randy Newman) – 4:00
9. Got to Get You into My Life (John Lennon, Paul McCartney) – 3:22
10. Takin' It Home (Bobby Colomby) – 1:37